# Circuito de parámetros concentrados
En general, un modelo de parámetros concentrados es un método que simplifica el análisis de un sistema real espacialmente distribuido, mediante la creación de una topología de elementos discretos que aproximan el comportamiento de los componentes distribuidos reales bajo ciertas restricciones.
Matemáticamente hablando sirve para reducir las ecuaciones en derivadas parciales espaciales (PDEs) y temporales del continuo (dimensión infinita) de nuestro sistema a un conjunto de ecuaciones diferenciales ordinarias (ODEs) con un número finito de parámetros, del que podemos obtener una solución mucho más fácilmente.

## Circuito eléctrico de parámetros concentrados
En el caso concreto de sistemas eléctricos este modelo se trata con la teoría de circuitos, en la que se estudian circuitos de parámetros concentrados, asumiendo que los parámetros eléctricos del circuito (resistencia, capacitancia, inductancia) se encuentran confinados a una región pequeña del espacio, en los llamados componentes electrónicos (Resistores, condensadores, inductancias), y que están conectados en un circuito mediante hilos perfectamente conductores
La restricción fundamental al análisis mediante este modelo es que el tamaño del circuito sea mucho menor que la longitud de onda de la señal eléctrica que circule por el propio circuito. En el caso contrario de que el tamaño del circuito sea del mismo orden o mayor que la longitud de onda se deberá tratar el problema de forma más general, con un modelo de parámetros distribuidos (como las líneas de transmisión, cuyo comportamiento dinámico se debe estudiar aplicando directamente las Ecuaciones de Maxwell).
- Datos: Q2087545